# エジプトの川
エジプトの川（エジプトのかわ、ヘブライ語: נחל מצרים、ラテン文字転写: Nachal Mitzrayim、 英語: Brook of Egypt,  River of Egypt）は、ヘブライ語聖書に記された約束の地の西の境界となる川のこと。広く普及した聖書の解釈では、アリーシュのワジ (涸れ川) にあたると考えられているが、この比定には異論がいろいろ出されている。初期のアラム語訳聖書やユダヤ教の注釈によれば、ペルシウム付近で古代エジプトの境界を成していた、現在は存在しないナイル川の河口の入り江であるとされている。さらに、イスラエル南部のベソルのワジ(HaBesor Stream)に比定する説もある。

## 伝統的なナイル川説
伝統的なユダヤ教の理解では、エジプトの川はナイル川のこととされている。このような見解は、トーラの偽ヨナタン訳 (エルサレム訳)(Targum Pseudo-Jonathan)、ヨナタン訳(Targum Yonathan)、ネオフィティ(Targum Neofiti)などのタルグームで、この箇所が Nilus と訳されていることに加え、ラシ(Rashi (Rabbi Shlomoh Yitzchaqi))やイェフダ・ハレヴィの注釈によっても支持されている。ラシはヨシュア記13:3 の注釈において、はっきりとこの説を記している。

シホル川から、とあるのは、ナイル川すなわち「エジプトの川」である。

エジプトの川(Nachal Mitzrayim)という表現は、イスラエルの地の境界に言及する場合にだけ用いられ、ナイル川の本流への言及は Ye'or と表現されるのが基本である。つまり、この2つの表現の間には、実際には意味の違いがあることが示唆されている。イスラエルの地はナイル・デルタの内部までは広がらなかったので、エジプトの川が意味するところは、デルタの縁か、デルタの一番東の分流にあったペルシウムの河口部と考えるのが、最も妥当な見方であろう。イェフダ・ハレヴィはペルシウムの河口部と断定している。
ちなみに、「ナイル」(英語: Nile)、すなわち「ネイロス」(ギリシア語: Neilos)は、セム語で「川」を意味する nahal に由来しており、ヘブライ語の "nachal" も同根である。

## 後代の解釈としてのワーディー・エル＝アリーシュ説
ナイル川のペルシウム河口部の消滅は、聖書に登場するシナイ地域の地理的理解に、多くの混乱をもたらした。
出エジプト記13:18-20 によれば、イスラエルの民がエジプトを離れた場所はスコテであった。「スコテ (Sukkot)」とは、ヘブライ語で「椰子の小屋」を意味するが、これはアラビア語では「エル＝アリーシュ (El-Arish)」と訳される。この場所は、ファイユームの近郊にあり、9世紀末に当地で生まれたユダヤ教の注釈者サーディア・ガオン(Saadia Gaon)は、エル＝アリーシュのワーディーこそがエジプトの川であると比定した。その後、エジプト出身のユダヤ教の注釈者たち（Radbaz (David ben Solomon ibn Abi Zimra)、Ishtori Haparchi (Kaftor Vaferech)）は、この見方を踏襲した。ただし、ここでいうエル＝アリーシュは、現在のエル＝アリーシュのことではないと考えられる。Kaftor Vaferech は、この場所をガザからおよそ180キロメートルの距離にあるとしている。この距離はかつてのペルシウム河口部の位置に重なり、伝統的な見解とも矛盾しない。これに対して、現在のエル＝アリーシュは、ガザから77キロメートルばかりの場所にある。
七十人訳聖書は、イザヤ書27:12 の Nachal Mitzrayim を Rhinocorura と訳した（ギリシア語で「鼻削ぎ」といった意）。この地名は、その変種として Rhinocolura とともに、ペルシウムを含むシナイ半島一帯を指して用いられたが、この場合も、伝統的な見解とは矛盾が生じなかった。ところが、この地名は、海岸沿いにエジプトの東方へと繋がる道路沿いにある、海岸の町の名にも使われた。ナイル川のペルシウム派川の消滅によって、七十人訳聖書の Rhinocorura はこの海岸の町であり、その町に水をもたらすワジのことだとする解釈を生んだ。当地を訪れる巡礼者たちは、このワジの河口にあったアラブ人の集落が、聖書に記されたスコテそのものであるか、その近くだと誤解し、この集落とワジにそれぞれ、エル＝アリーシュ、ワーディー・エル＝アリーシュと名を付けた。
ヘブライ語の nachal が英語で brookと訳されたことも、この川が小川であるという印象を与え、後代の注釈者たちの解釈に影響を与えることになった。この英語への訳は、一般的に誤訳とされている。後代のヘブライ語では nachal は小川を意味する傾向があるが、聖書時代のヘブライ語ではこの言葉は大小問わず水が流れる川を指す表現であった。また、この表現は、現代ヘブライ語におけるものも含め、アラビア語のワーディー (涸れ川) とは意味が重ならない。
エジプトの川をワーディー・エル＝アリーシュに比定する見方は、今日でも広く流布した文献等にも受け入れられているが、考古学者にはほとんど相手にされていない。

## ベソルのワジ説
イザヤ書やエレミヤ書における「シホル (shichor)」がナイル川を指すことは明らかであるが、ヨシュア記や歴代誌における用法はこれとは異なり、ベソルのワジ(HaBesor Stream)を指していると考える者もいる。

## 考古学・地理学的証拠からの比定
大プリニウスやフラウィウス・ヨセフスの残した記録に現れるRhinocolura（Rhinocoruraの変形）は、エル＝アリーシュに言及しているように見えるが、現在のエル＝アリーシュ周辺ではヘレニズム期以前の遺構が見つかっておらず、これはストラボンやシケリアのディオドロスがエチオピア人が定住していた地域として言及している Rhinocorura とは合致しない。したがって、七十人訳聖書のイザヤ書27:12で言及された Rhinocorura は、ワーディー・エル＝アリーシュとは考えられない。また、 Rhinocorura という地名は、ペルシウム近郊の地区全体を指す場合もある。
ヨシュア記10:41、11:16は、ゴセンがイスラエルの地の一部であることを示している。ゴセンの地（Land of Goshen：エジプト第12王朝のパピルスには Qosem と記される）は、ペルシウムの河口部の地域にあるワーディー・エル＝アリーシュよりずっと西方に位置している。このため、エジプトの川をワーディー・エル＝アリーシュに比定する注釈者は、もう一つ別のゴセンをワーディー・エル＝アリーシュの東側に持ってこなければならないが、そのような場所は見い出されていない。
イスラエルの民がエジプトから脱出した経緯の説明においても、エジプトの川は、ワーディー・エル＝アリーシュではなく、ペルシウムの河口部と見なすことができる。出エジプト記13:18 によると、紅海の渡海がエジプトからの出発であったはずだが、これは（今日のスエズ湾に相当する）ペルシウムの河口部の南にあたる紅海の一部でのことであったと理解されている。紅海は、イスラエルの地の境界を成すものである（出エジプト記23:31）。渡海後、イスラエルの民はシュル(Shur)の荒野に入るが（出エジプト記15:22）、これはワーディー・エル＝アリーシュの西側に比定されている。
新アッシリア王国の国王センナケリブによるペルシウム地方の侵略を描写したアッシリア語のテキストには、(Nachal Mitzrayim と同根の) Nahal Musri への言及があるエジプト第19王朝の碑文には、ナイル川のペルシウムの河口部が、エジプトの東の境界と見なされていたことが記されている

## テキスト分析による比定

### ヘブライ語テキスト
ヘブライ語テキストの検討からは、以下の諸点により、伝統的な見解の妥当性が確認される。
1. ヨシュア記13:3、歴代誌上13:5では、「シホル (Shichor、Shichor Mitzrayim)」といった表現が、西の境界としてエジプトの川(Nachal Mitzrayim')と同義で用いられている。
2. イザヤ書23:3は、Shichor、Shihor といった表現を Ye'or と同義とし、それを「大いなる水」と表現し、その「種」や「収穫」についても言及している。さらに、shichor とは、「暗色の（川）」を意味するエジプト語 ye'or の直訳である。
3. Ye'or がナイル川を指すことは、異論のない事実である。

さらに、創世記15:18は、イスラエルの地の西の境界を、「エジプトの大河 (נהר מצרים, Nahar Mitzrayim)」と表現している。nachal (נחל) は川もワジも意味し得る表現であるが、nahar (נהר) は大きな川についてしか用いないので、「エジプトの大河」はナイル川のことを指すものと結論づけられる。

### 七十人訳聖書
七十人訳聖書では、民数記34:5、ヨシュア記15:47、列王記下24:7に現れる Nachal Mitzrayim を、「エジプトの流れ (Cheimarros Aigyptou)」と訳した。この翻訳では、季節的に反乱するナイル川のこととも、季節的に水流が現われるワジのこととも読み取れる。ヨシュア記15:4に見える Pharangos Aigyptou もどちらともとれる表現である。これに対し、列王記上8:65の Nachal Mitzrayim、創世記15:18の Nachal Mitzrayim、アモス書8:8、9.5の Ye'or Mitzrayim は、いずれも「エジプトの川 (Potomos Aigyptou)」と訳されており、これらのヘブライ語の表現がすべて同じものを指していると理解されていたことがわかる。上述のように Ye'or がナイル川を指すことに異論はなく、また、ギリシア語の Potomos は、大河のみを指し、ワジには用いないので、Potomos Aigyptouは結果的にナイル川への言及となる。また、イザヤ書27:12の訳に見える固有名詞 Rhinokoroura は、ナイル川のペルシウムの河口部を指すものと理解できる。
（なお、創世記41:1-18、出エジプト記1:22、2:3-5、4:9、7:15-25、8:3-11、17:5、エゼキエル書29:3-9、ダニエル書12:5-7、イザヤ書19:7-8、エレミヤ書46:7-8、ゼカリヤ書10:11の Ye'or は、いずれも「川」を意味する potomos と訳されている。イザヤ書23:3-10は、七十人訳聖書では逐語訳となっておらず、Ye'or を含む章句も直訳はされていない。同様に、エゼキエル書47:19にある Nachal も、直訳はされていない。）
ヨシュア記13:3の shichor は、「泥の（川）」を意味する asikēton と訳され、「暗色の（川）」（つまり「泥の（川）」）というヘブライ語の原義を踏まえている。同様に、エレミヤ書2:18では、 shichor は "geon" 「土の（川）」と訳されている。これらの語句は、泥、シルトを意味するギリシア語 pelos から作られた、ベルシウムを意味するギリシア語 Pelousion と同義である。これ以外の箇所では、 shichor は逐語的に訳出されていない。歴代誌上13:5では、シホルが「エジプトの境 (orion Aigyptou)」の代わりに用いられており、shichor が、エジプトとの境を意味する Nachal Mitzrayim や Nahar Miztrayim と同義と理解されていたことを示している。